# 良妃 (康熙帝)
良妃（1662年—1711年12月29日），覺禪氏（家族後改姓為伊爾根覺羅氏），漢姓衛氏、魏氏，本名雙姐。內管領阿布鼐之女。初為正黃旗包衣第三參領第二管領下人，雍正朝時曾先後改編為正黃旗包衣第一參領第二管領下人、滿洲正藍旗人，其後撥回原旗，再次成為正黃旗包衣辛者庫戶籍。康熙帝之妃。

## 生平
康熙元年（1662年）出生。康熙十四年（1675年）十二月初五日，時年十四歲的衛氏在內務府選秀中獲選入宮，十二月十三日，衛氏與另外七位中選秀女（包括孝恭仁皇后烏雅氏和定妃萬琉哈氏）一起進宮。由於衛氏與烏雅氏同日入宮，雍正帝亦視良妃是自己的母親，都統尹德在允禩獲罪後曾上奏，詢問如何處理良妃家族時，當時雍正帝稱「太后額涅、妃額涅系同日進宮，妃額涅亦朕之額涅矣，其（良妃）心亦大」，然而尹德後來在奏摺引用這段上諭時，雍正帝特意將此句進行刪改，變為「再，良妃母亦甚心高，即其身故情由，爾等豈不知之？」，僅餘下良妃心大（意為拒絕延醫服藥）而身故的內容。
孝懿仁皇后佟佳氏的祭文中有「志在進賢、荇參差而必采」的字眼，可知她掌管六宮時，常會在宮女中挑選心靈儀表兼美者為妃嬪，良妃可能是以宮女的身份被康熙帝臨幸或為管理六宮的佟氏推舉之故。
目前並不清楚她入宮之後，是否充任過官女子，以及是在何時被康熙帝收為後宮主位。康熙二十年（1681年）二月初十日未時，生皇八子胤禩，允禩幼年曾被惠妃那拉氏撫養，兩者關係密切，惠妃在允禩因「斃鷹事件」而被康熙帝痛責後，與康熙帝發生激烈爭執，以致外省督撫都有所耳聞。其實康熙帝的多位皇子都是先在惠妃所在的延禧宮居住，年紀稍長後改居佟皇后所在的景仁宮，原因可能是惠妃年紀較長，較適合照看幼兒，而佟皇后具有準嫡母身份，對學齡以上皇子的教養更為有益，佟皇后去世三年後，胤禛和允禩仍一起住在景仁宮。
康熙二十八年十二月，內務府為兩位新封的嬪級主位，即衛氏與皇十三子允祥生母章佳氏，派出內管領。 因当时册封制度不完善，衛氏在康熙三十九年之前未被正式冊封為嬪，可稱庶妃。
康熙三十五年（1696年）三月，胤禩隨同康熙帝出征噶爾丹，扈行的皇子中只有他隨康熙帝御營。康熙三十七年（1698年）三月，胤禩被封多罗贝勒，為受封的皇子中最年轻者。
康熙三十九年（1700年）十二月十七日，冊封佟氏為貴妃，瓜爾佳氏為和嬪，而衛氏則被冊封為良嬪。
康熙四十八年正月，康熙帝曾在諭旨中向諸臣表示：「阿哥（胤禩）乃縲紲罪人，其母系微末下賤之人，朕此前本欲將其驅逐，賞予人家。後來，因阿哥（胤禩）再三請求，將其召回來。若知如此，將其送人尚好」。
康熙五十年（1711年）十一月二十日去世，臨終前晉封為良妃，初祭文稱「念久備乎嬪行，爰優加夫妃號；方期永綿福祉，何意遽告淪殂」，喪葬礼儀同孝誠仁皇后之妹平妃赫舍里氏。良妃因康熙帝常拿自己出身低微來羞辱允禩而感到自責難堪，同時又深知允禩與康熙帝幾乎鬧到決裂，前途未卜，故而拒絕延醫服藥，希望早日解脫，而免於繼續成為允禩前途的拖累，允禩在良妃死後大悲大慟，「已及百日，尚令人扶掖而行」。根據《康熙起居注》的記載，在該年十二月十九日申時，康熙帝到寧壽宮問安後，由東華門出朝陽門，到良妃灵前奠酒舉哀畢回。
康熙五十一年春旬，寧波天童寺的偉載超乘禪師應邀前住安國寺做主持，這是良妃生前交託允禩完成的任務。
康熙五十二年 (1713年) 二月十七日，奉安入景陵妃园寝。康熙五十三年十一月，康熙帝巡行塞外，走到密雲縣遙亭行宮時，剛從遵化祭奠完良妃的允禩派遣一名太監和一名親隨給康熙帝請安，並以兩只獵鷹作為禮品，然而獵鷹送到御前時已經奄奄一息，使康熙帝大怒。
根據《1936年北平特别市政府寺庙登记》的記載，坐落于崇外外五區三里河安國寺街八號的安國寺 (家廟) 是在嘉慶年間建成，屬於私建，作供奉康熙帝良妃娘娘神牌之用。

## 家族
良妃姓覺禪氏，漢姓衛氏、魏氏，家族後改姓為伊爾根覺羅氏。覺禪本係地名，因以為姓，其氏族散處於烏蘇里等地方，而良妃家族世代居住在佛阿拉地方，天聰年間投靠皇太極，隸正黃旗包衣 ，因為人數少，故而被編入渾托和（辛者库），並非《清皇室四譜》所說的「辛者庫罪籍」（因犯罪而被編入辛者庫）。雍正帝即位後，將良妃的親兄弟噶達渾及其族人抬旗，放出內務府辛者庫戶籍，改編為外八旗的正藍旗下世管佐領，佐領一職由良妃家族世襲。雖然良妃曾被康熙帝稱為「辛者庫賤婦」，但是其父兄本身仍是內務府的中級官員，而且康熙帝後宮中隸屬辛者庫戶籍的妃嬪並非僅她一人，良妃出身微賤一說，只是相對而言。
良妃家族譜系如下：
- 曾祖父：瑚柱，原任膳房總領[11]，妻王佳氏。

- 祖父：都楞額，原任內管領[11]，妻董鄂氏。

- 父：阿布鼐，原任內管領[11]，妻瓜爾佳氏。

- 兄弟：阿林，原任內管領[11]；噶達渾，原任內務府總管[11][13]。
- 侄女：已革多羅直郡王允禔之庶妃（阿琳之女）[14]。

## 良嫔册文
康熙三十九年（1700年）十二月同时册封32岁的佟氏为贵妃，卫氏为良嫔，瓜尔佳氏为和嫔。
關于良嫔的册文，《清圣祖实录》记载如下，其中良嫔与和嫔的册文是相同的：
○ 乙亥。遣内阁学士席哈纳持节册封卫氏为良嫔，册文同和嫔。
册文曰：朕惟协赞坤仪，用备宫闱之职佐宣内治，尤资端淑之贤爰考旧章，式隆新秩。尔卫氏，德蕴温柔，性娴礼教，位在掖庭之列。克著音徽，礼昭典册之荣，宜加宠锡。兹仰承皇太后慈谕，册尔为良嫔。尔其益修妇德，矢勤慎以翼宫闱。永佩纶言，副恩光而绵庆祉钦哉。

## 影視形象
| 影視作品                     | 飾演的演員 | 劇中名稱  |
| 1987年《滿清十三皇朝之康熙》 | 馬麗莉     | 衛嬋/良妃 |
| 1998年《施公奇案》           | 杨宝玮     | 良妃      |
| 2006年《青天衙門》           | 秦嵐       | 良妃      |
| 2011年《步步驚心》           | 劉潔       | 良妃      |
| 2012年《宫鎖心玉》           | 邵美琪     | 良妃      |
| 2016年《寂寞空庭春欲晚》     | 郑爽       | 衛琳琅    |